# Accademia della Crusca

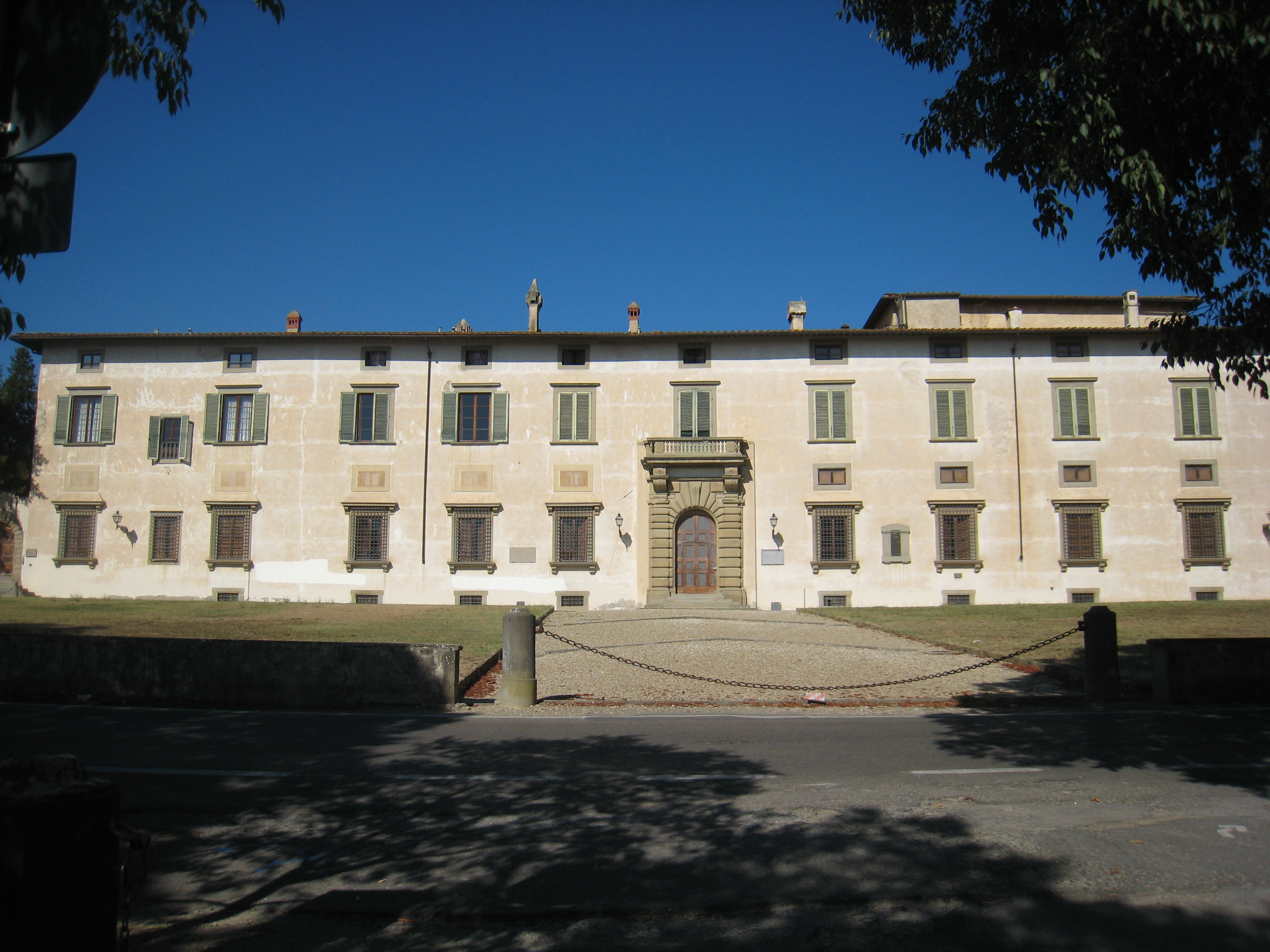
Villa medicea di Castello utgör högkvarteret

Accademia della Crusca är en italiensk språkakademi grundad i Florens 1583.